# العلاقات البنمية الجامايكية
العلاقات البنمية الجامايكية هي العلاقات الثنائية التي تجمع بين بنما وجامايكا.

## مقارنة بين البلدين
هذه مقارنة عامة ومرجعية للدولتين:
| وجه المقارنة                                              | بنما                      | جامايكا       |
| --------------------------------------------------------- | ------------------------- | ------------- |
| المساحة (كم2)                                             | 74.18 ألف                 | 10.99 ألف     |
| عدد السكان (نسمة)                                         | 4.10 مليون                | 2.95 مليون    |
| الكثافة السكانية (ن./كم²)                                 | 55.27                     | 268.43        |
| العاصمة                                                   | بنما                      | كينغستون      |
| اللغة الرسمية                                             | اللغة الإسبانية           | لغة إنجليزية  |
| العملة                                                    | بالبوا بنمي، دولار أمريكي | دولار جامايكي |
| الناتج المحلي الإجمالي (بليون دولار)                      | 61.84 مليار               | 14.77 مليار   |
| الناتج المحلي الإجمالي (تعادل القوة الشرائية) بليون دولار | 87.37 مليار               | 24.79 مليار   |
| الناتج المحلي الإجمالي الاسمي للفرد دولار أمريكي          | 13.27 ألف                 | 5.23 ألف      |
| الناتج المحلي الإجمالي للفرد دولار أمريكي                 | 20.89 ألف                 | 8.88 ألف      |
| مؤشر التنمية البشرية                                      | 0.780                     | 0.719         |
| رمز المكالمات الدولي                                      | +507                      | +1876         |
| رمز الإنترنت                                              | .pa                       | .jm           |
| المنطقة الزمنية                                           | 00                        | 00            |

## منظمات دولية مشتركة
يشترك البلدان في عضوية مجموعة من المنظمات الدولية، منها:
| علم المنظمة | اسم المنظمة                                                          | تاريخ انضمام بنما | تاريخ انضمام جامايكا |
| ----------- | -------------------------------------------------------------------- | ----------------- | -------------------- |
|             | يونسكو                                                               | 10 يناير 1950     | 7 نوفمبر 1962        |
|             | مؤسسة التمويل الدولية                                                | 20 يوليو 1956     | 31 مارس 1964         |
|             | المركز الدولي لتسوية المنازعات الاستشارية                            | 8 مايو 1996       | 14 أكتوبر 1966       |
|             | منظمة حظر الأسلحة الكيميائية                                         | ?                 | ?                    |
|             | منظمة التجارة العالمية                                               | ?                 | ?                    |
|             | وكالة حظر الأسلحة النووية في أمريكا اللاتينية ومنطقة البحر الكاريبي ‏ | ?                 | ?                    |
|             | وكالة ضمان الاستثمار متعدد الأطراف                                   | 21 فبراير 1997    | 12 أبريل 1988        |
|             | الاتحاد البريدي العالمي                                              | ?                 | ?                    |
|             | منظمة الشرطة الجنائية الدولية                                        | ?                 | ?                    |
|             | الأمم المتحدة                                                        | 13 نوفمبر 1945    | 18 سبتمبر 1962       |
|             | الاتحاد الدولي للاتصالات                                             | 14 يوليو 1914     | 18 فبراير 1963       |
|             | البنك الدولي للإنشاء والتعمير                                        | 14 مارس 1946      | 21 فبراير 1963       |

## وصلات خارجية
- موقع وزارة الخارجية البنمية
- موقع وزارة الخارجية الجامايكية